# Джиндер Махал
Юврадж Сингх Дхези (англ. Yuvraj Singh Dhesi, род. 19 июля 1986, Калгари, Альберта) — канадский рестлер, известный по выступлениям в WWE под именем Джи́ндер Маха́л (англ. Jinder Mahal).
Начав свою карьеру в независимых компаниях, Махал попал в WWE в 2010 году и в следующем году дебютировал в основном ростере компании. После недолгого союза со своим сюжетным шурином Великим Кали он вместе с Хитом Слейтером и Дрю Макинтайром сформировал группировку 3MB, после чего в 2014 году он и Макинтайр были уволены из компании. Махал вернулся в WWE в 2016 году с радикально улучшенным телосложением и получил продвижение, кульминацией которого стало то, что в апреле 2017 года он отобрал чемпиона WWE у Рэнди Ортона, став 50-м чемпионом WWE и первым чемпионом индийского происхождения. Его чемпионство продлилось около шести месяцев, после чего он выиграл титул чемпиона Соединенных Штатов WWE на WrestleMania 34 в 2018 году.

## Личная жизнь
Дхези — индоканадец. Наряду с английским, Дхези свободно владеет индийскими языками хинди и панджаби. Он дружит с мастером смешанных единоборств и индоканадцем Арджаном Бхулларом. Он также хорошо дружит с шотландским рестлером Дрю Макинтайром и был шафером на свадьбе Макинтайра.
В 2017 году канадский политик Грэм Суха внес на рассмотрение Ассамблеи три документа, в которых официально поздравлял Дхези с выигрышем титула чемпиона WWE. Во время федеральных выборов в Канаде в 2019 году Дхези поддержал кандидатуру Джагмита Сингха из Новой демократической партии на пост премьер-министра.

## Титулы и достижения
- All-Star Wrestling
  - Командный чемпион ASW (1 раз) — с Гамой Сингхом-младшим[5]
- Continental Wrestling Entertainment
  - Чемпион CWE в тяжёлом весе (1 раз)[6]
- Prairie Wrestling Alliance
  - Командный чемпион Канады PWA (1 раз) — с Гамой Сингхом-младшим[7]
  - Чемпион PWA в тяжёлом весе (2 раза)[8]
- Pro Wrestling Illustrated
  - Самый ненавистный рестлер года (2017)[9]
  - Самый прибавивший рестлер года (2017)[9]
  - № 14 в топ 500 рестлеров в рейтинге PWI 500 в 2018[10]
- Rolling Stone
  - Возвращение года (2017)[11]
- Stampede Wrestling
  - Международный командный чемпион Stampede Wrestling (2 раза) — с Гамой Сингхом-младшим[12]
- Wrestling Observer Newsletter
  - Самый переоцененный (2017)[13]
- WrestleCrap
  - Премия Гукера (2017) — выигрыш титула чемпиона WWE[14]
- WWE
  - Чемпион WWE (1 раз)[15][16]
  - Чемпион Соединённых Штатов WWE (1 раз)[17][18]
  - 24/7 чемпион WWE (2 раза)[19][20]